# Werner Radspieler

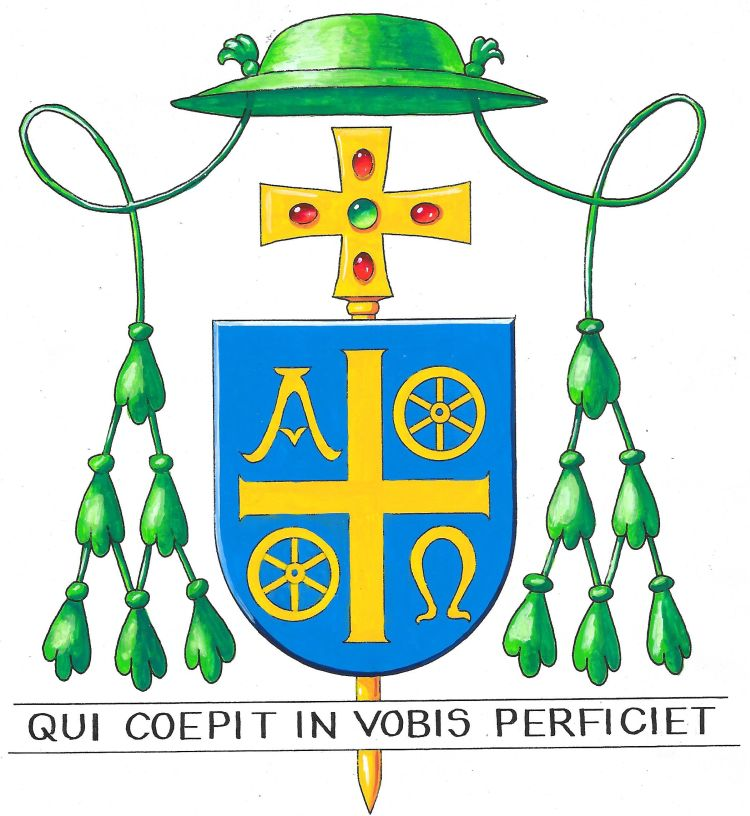
Bischöfliches Wappen

Werner Radspieler (* 13. August 1938 in Nürnberg; † 7. März 2018 ebenda) war von 1986 bis 2013 Weihbischof in Bamberg.

## Leben
Radspieler wuchs in Eichstätt auf, wo er die Grundschule und das Gymnasium besuchte. 1954 kehrte seine Familie nach Nürnberg zurück. Dort legte er 1958 das Abitur ab. Im Anschluss daran studierte er in Bamberg Theologie und Philosophie und wurde am 8. März 1964 auch dort zum Priester geweiht. Zunächst war er Kaplan in Neustadt an der Aisch und in Fürth sowie 1964–1969 Präfekt am Bamberger Ottonianum, ehe er Pfarrer von Heroldsbach wurde (16. November 1969). Von 1972 bis 1977 unterrichtete er das Fach Katholische Religion am E.T.A-Hoffmann-Gymnasium in Bamberg. Am 1. Januar 1975 folgte die Ernennung zum Domvikar und Domprediger in Bamberg. 
Mit Wirkung zum 1. August 1977 berief Erzbischof Elmar Maria Kredel Werner Radspieler ins Domkapitel. Zusätzlich wurde er Hauptabteilungsleiter für Öffentlichkeitsarbeit. Am 7. November 1986 ernannte ihn Papst Johannes Paul II. zum Titularbischof von Thugga und Weihbischof im Erzbistum Bamberg. Die Bischofsweihe spendete ihm der Bamberger Diözesanbischof Elmar Maria Kredel am 21. Dezember 1986. Mitkonsekratoren waren der Bamberger Altbischof Josef Schneider und Weihbischof Martin Wiesend.
Zweimal war Radspieler Diözesanadministrator, vom 1. April 1994 bis 28. Mai 1995 und vom 3. Juli 2001 bis 20. September 2002. Im Auftrag der Deutschen Bischofskonferenz war er bis 1996 als Mitglied der Publizistischen Kommission verantwortlich für Medien und als solcher von 1989 bis 1993 im Aufsichtsrat des Weltbild-Verlags tätig. Vom 28. September 2000 bis 28. September 2006 war er Beauftragter der Deutschen Bischofskonferenz für die Polizeiseelsorge. Radspieler war Dompropst des Metropolitankapitels des Erzbistums Bamberg.
Ein Schwerpunkt seiner Tätigkeit lag im karitativen Bereich. Radspieler gehörte der Kommission für karitative Fragen der Deutschen Bischofskonferenz an. Vom 1. April 1996 bis 30. September 2008 war er Vorsitzender des Caritasverbandes der Erzdiözese Bamberg.
Am 9. September 2013 nahm Papst Franziskus Radspielers altersbedingtes Rücktrittsgesuch an. Bis zu seinem Tod lebte er als Emeritus in Nürnberg.
Werner Radspieler starb im März 2018 im Alter von 79 Jahren in Nürnberg.

## Ehrungen und Auszeichnungen
- Verdienstkreuz 1. Klasse des Verdienstordens der Bundesrepublik Deutschland, 23. Mai 1996
- Bayerischer Verdienstorden, 15. Juli 2002
- Ehrenmitgliedschaft im Hospitalorden der Barmherzigen Brüder für seine stete Zuwendung zu behinderten Menschen (2012)